# Sport-Club Freiburg 2000-2001
Questa voce raccoglie le informazioni riguardanti lo Sport-Club Freiburg nelle competizioni ufficiali della stagione 2000-2001.

## Stagione
Nella stagione 2000-2001 il Friburgo, allenato da Volker Finke, concluse il campionato di Bundesliga al 6º posto. In Coppa di Germania il Friburgo fu eliminato ai quarti di finale dallo Stoccarda.

## Rosa
| N. |                     | Ruolo | Calciatore          |
| -- | ------------------- | ----- | ------------------- |
| 1  | Germania (bandiera) | P     | Richard Golz        |
| 2  | Germania (bandiera) | D     | Daniel Schumann     |
| 3  | Georgia (bandiera)  | C     | Levan Tskitishvili  |
| 4  | Germania (bandiera) | C     | Andreas Zeyer       |
| 5  | Svizzera (bandiera) | D     | Oumar Kondé         |
| 6  | Germania (bandiera) | C     | Sebastian Kehl      |
| 7  | Tunisia (bandiera)  | C     | Zoubaïer Baya       |
| 8  | Germania (bandiera) | C     | Björn Dreyer        |
| 9  | Georgia (bandiera)  | A     | Aleksandre Iashvili |
| 10 | Georgia (bandiera)  | C     | Levan K'obiashvili  |
| 11 | Germania (bandiera) | C     | Marco Weißhaupt     |
| 12 | Mali (bandiera)     | C     | Soumaila Coulibaly  |
| 12 | Germania (bandiera) | C     | Ralf Kohl           |
| 13 | Germania (bandiera) | D     | Stefan Müller       |

| N. |                     | Ruolo | Calciatore         |
| -- | ------------------- | ----- | ------------------ |
| 14 | Francia (bandiera)  | A     | Abder Ramdane      |
| 16 | Germania (bandiera) | D     | Lars Hermel        |
| 17 | Mali (bandiera)     | D     | Boubacar Diarra    |
| 18 | Russia (bandiera)   | C     | Vladimir But       |
| 20 | Iran (bandiera)     | C     | Ferydoon Zandi     |
| 21 | Germania (bandiera) | P     | Manuel Schoppel    |
| 22 | Francia (bandiera)  | A     | Régis Dorn         |
| 23 | Germania (bandiera) | C     | Florian Bruns      |
| 24 | Germania (bandiera) | P     | Timo Reus          |
| 25 | Germania (bandiera) | C     | Michele Borrozzino |
| 29 | Germania (bandiera) | C     | Tobias Willi       |
| 32 | Tunisia (bandiera)  | A     | Adel Sellimi       |
| 33 | Ghana (bandiera)    | A     | Ibrahim Tanko      |
| 34 | Georgia (bandiera)  | C     | Giorgi Kiknadze    |

## Organigramma societario
Area tecnica
- Allenatore: Volker Finke
- Allenatore in seconda: Karsten Neitzel, Achim Sarstedt
- Preparatore dei portieri:
- Preparatori atletici:

## Calciomercato

### Sessione estiva
| Acquisti | Acquisti           | Acquisti          | Acquisti |
| R.       | Nome               | da                | Modalità |
| -------- | ------------------ | ----------------- | -------- |
| C        | Vladimir But       | Borussia Dortmund |          |
| C        | Soumaila Coulibaly | Zamalek           |          |
| A        | Régis Dorn         | Strasburgo        |          |
| C        | Sebastian Kehl     | Hannover 96       |          |
| C        | Ferydoon Zandi     | Meppen            |          |

| Cessioni | Cessioni          | Cessioni            | Cessioni |
| R.       | Nome              | a                   | Modalità |
| -------- | ----------------- | ------------------- | -------- |
| A        | Mehdi Ben Slimane | Borussia M'gladbach |          |
| C        | Ali Güneş         | Fenerbahçe          |          |
| A        | Stefan Hampl      | Wacker Burghausen   |          |
| C        | Laszlo Kanyuk     | Aalen               |          |
| D        | Steffen Korell    | Borussia M'gladbach |          |

### Sessione invernale
| Acquisti | Acquisti        | Acquisti          | Acquisti |
| R.       | Nome            | da                | Modalità |
| -------- | --------------- | ----------------- | -------- |
| A        | Ibrahim Tanko   | Borussia Dortmund |          |
| C        | Giorgi Kiknadze | T'orp'edo Kutaisi |          |

| Cessioni | Cessioni | Cessioni | Cessioni |
| R.       | Nome     | a        | Modalità |
| -------- | -------- | -------- | -------- |

## Risultati

### Bundesliga

#### Girone di andata
| Arbitro: | Krug |

|                                       |           |  |
| Dreyer 4’ Zeyer 28’ Baya 48’ Dorn 80’ | Marcatori |  |

| Arbitro: | Wagner |

|             |           |                         |
| Rraklli 44’ | Marcatori | 55’ (rig.) K'obiashvili |

| Friburgo in Brisgovia 5 settembre 2000, ore 18:15 CEST 3ª giornata | Friburgo | 0 – 0 referto | Colonia | Dreisamstadion (25 000 spett.)\| Arbitro: \| Meyer \| |
| Arbitro:                                                           | Meyer    |               |         |                                                       |

| Rostock 10 settembre 2000, ore 17:30 CEST 4ª giornata | Hansa Rostock | 0 – 0 referto | Friburgo | Ostseestadion (12 000 spett.)\| Arbitro: \| Jansen \| |
| Arbitro:                                              | Jansen        |               |          |                                                       |

| Arbitro: | Fleischer |

|                                          |           |           |
| Iashvili 53’, 60’ Baya 88’ Weißhaupt 89’ | Marcatori | 90’ Labak |

| Arbitro: | Fröhlich |

|                           |           |            |
| Agostino 75’, 84’ Max 90’ | Marcatori | 35’ Müller |

| Arbitro: | Keßler |

|  |           |            |
|  | Marcatori | 54’ Ailton |

| Arbitro: | Fandel |

|              |           |  |
| Heinrich 83’ | Marcatori |  |

| Arbitro: | Stark |

|                                   |           |             |
| Zeyer 33’ Sellimi 80’ Ramdane 90’ | Marcatori | 74’ Wałdoch |

| Arbitro: | Strampe |

|                                           |           |  |
| Reichenberger 10’ Fjørtoft 21’ Branco 85’ | Marcatori |  |

| Arbitro: | Krug |

|                                                             |           |  |
| Mahdavikia 12’ Präger 21’ Hoogma 33’ Bester 45’ Tøfting 76’ | Marcatori |  |

| Arbitro: | Wack |

|  |           |             |
|  | Marcatori | 62’ Ramelow |

| Arbitro: | Wagner |

|  |           |                       |
|  | Marcatori | 14’ Sellimi 90’ Zeyer |

| Arbitro: | Fandel |

|         |           |             |
| But 26’ | Marcatori | 18’ Jancker |

| Arbitro: | Merk |

|                                     |           |                                  |
| Tretschok 28’ (rig.) Sverrisson 29’ | Marcatori | 35’ Dorn 73’ (rig.) K'obiashvili |

| Arbitro: | Keßler |

|                                                                    |           |  |
| Diarra 21’ Sellimi 48’ Iashvili 51’ Baya 66’ Sundermann 75’ (aut.) | Marcatori |  |

| Arbitro: | Albrecht |

|               |           |                    |
| Juskowiak 66’ | Marcatori | 31’ Kehl 59’ Kondé |

#### Girone di ritorno
| Stoccarda 16 dicembre 2000, ore 15:30 CET 18ª giornata | Stoccarda | 0 – 0 referto | Friburgo | Gottlieb-Daimler-Stadion (23 000 spett.)\| Arbitro: \| Krug \| |
| Arbitro:                                               | Krug      |               |          |                                                                |

| Arbitro: | Merk |

|                             |           |  |
| Herzog 35’ (aut.) Zeyer 54’ | Marcatori |  |

| Arbitro: | Keßler |

|  |           |                         |
|  | Marcatori | 87’ (rig.) K'obiashvili |

| Friburgo in Brisgovia 11 febbraio 2001, ore 17:30 CET 21ª giornata | Friburgo | 0 – 0 referto | Hansa Rostock | Dreisamstadion (25 000 spett.)\| Arbitro: \| Albrecht \| |
| Arbitro:                                                           | Albrecht |               |               |                                                          |

| Arbitro: | Sippel |

|  |           |               |
|  | Marcatori | 50’, 90’ Dorn |

| Arbitro: | Jansen |

|  |           |                                |
|  | Marcatori | 36’, 43’ Borimirov 50’ Schroth |

| Arbitro: | Krug |

|                                          |           |                         |
| Pizarro 23’, 45’ K'obiashvili 52’ (aut.) | Marcatori | 68’ (rig.) K'obiashvili |

| Arbitro: | Berg |

|                         |           |                    |
| Sellimi 45’ (rig.), 58’ | Marcatori | 19’ Dedê 43’ Reina |

| Gelsenkirchen 17 marzo 2001, ore 15:30 CET 26ª giornata | Schalke 04 | 0 – 0 referto | Friburgo | Parkstadion (34 214 spett.)\| Arbitro: \| Kemmling \| |
| Arbitro:                                                | Kemmling   |               |          |                                                       |

| Arbitro: | Fandel |

|                                                         |           |                       |
| Iashvili 35’ K'obiashvili 40’ Sellimi 53’, 89’ Kehl 84’ | Marcatori | 59’, 72’ Kryszałowicz |

| Friburgo in Brisgovia 7 aprile 2001, ore 15:30 CEST 28ª giornata | Friburgo | 0 – 0 referto | Amburgo | Dreisamstadion (25 000 spett.)\| Arbitro: \| Merk \| |
| Arbitro:                                                         | Merk     |               |         |                                                      |

| Arbitro: | Fleischer |

|             |           |                               |
| Roberto 50’ | Marcatori | 11’ Schumann 81’ Baya 88’ But |

| Arbitro: | Strampe |

|                                                    |           |                              |
| But 15’, 39’ Sellimi 30’ Baya 37’ K'obiashvili 42’ | Marcatori | 50’ Djorkaeff 69’ Pettersson |

| Arbitro: | Steinborn |

|            |           |  |
| Scholl 65’ | Marcatori |  |

| Arbitro: | Aust |

|             |           |  |
| Ramdane 80’ | Marcatori |  |

| Arbitro: | Sippel |

|                  |           |                            |
| Marić 54’ (rig.) | Marcatori | 33’ Tanko 47’, 90’ Sellimi |

| Arbitro: | Berg |

|                                                       |           |           |
| Ramdane 4’ K'obiashvili 36’ (rig.) Coulibaly 51’, 54’ | Marcatori | 90’ Marić |

### Coppa di Germania
| Arbitro: | Albrecht |

|            |           |                                    |
| Stojku 88’ | Marcatori | 61’, 62’ Iashvili 85’ K'obiashvili |

| Arbitro: | Aust |

|             |           |  |
| Sellimi 90’ | Marcatori |  |

| Arbitro: | Berg |

|                                           |           |                       |
| K'obiashvili 34’ (rig.) Kehl 36’ Dorn 78’ | Marcatori | 23’ Ponte 74’ Kirsten |

| Arbitro: | Jansen |

|                       |           |          |
| Balăkov 29’ Ganea 95’ | Marcatori | 31’ Kehl |

## Statistiche

### Statistiche di squadra
| Competizione      | Punti | In casa | In casa | In casa | In casa | In casa | In casa | In trasferta | In trasferta | In trasferta | In trasferta | In trasferta | In trasferta | Totale | Totale | Totale | Totale | Totale | Totale | DR  |
| Competizione      | Punti | G       | V       | N       | P       | Gf      | Gs      | G            | V            | N            | P            | Gf           | Gs           | G      | V      | N      | P      | Gf     | Gs     | DR  |
| ----------------- | ----- | ------- | ------- | ------- | ------- | ------- | ------- | ------------ | ------------ | ------------ | ------------ | ------------ | ------------ | ------ | ------ | ------ | ------ | ------ | ------ | --- |
| Bundesliga        | 55    | 17      | 9       | 5       | 3       | 36      | 15      | 17           | 6            | 5            | 6            | 18           | 22           | 34     | 15     | 10     | 9      | 54     | 37     | +17 |
| Coppa di Germania | -     | 2       | 2       | 0       | 0       | 4       | 2       | 2            | 1            | 0            | 1            | 4            | 3            | 4      | 3      | 0      | 1      | 8      | 5      | +3  |
| Totale            | 55    | 19      | 11      | 5       | 3       | 40      | 17      | 19           | 7            | 5            | 7            | 22           | 25           | 38     | 18     | 10     | 10     | 62     | 42     | +20 |

### Andamento in campionato
| Giornata  | 1 | 2 | 3 | 4 | 5 | 6 | 7  | 8  | 9  | 10 | 11 | 12 | 13 | 14 | 15 | 16 | 17 | 18 | 19 | 20 | 21 | 22 | 23 | 24 | 25 | 26 | 27 | 28 | 29 | 30 | 31 | 32 | 33 | 34 |
| --------- | - | - | - | - | - | - | -- | -- | -- | -- | -- | -- | -- | -- | -- | -- | -- | -- | -- | -- | -- | -- | -- | -- | -- | -- | -- | -- | -- | -- | -- | -- | -- | -- |
| Luogo     | C | T | C | T | C | T | C  | T  | C  | T  | T  | C  | T  | C  | T  | C  | T  | T  | C  | T  | C  | T  | C  | T  | C  | T  | C  | C  | T  | C  | T  | C  | T  | C  |
| Risultato | V | N | N | N | V | P | P  | P  | V  | P  | P  | P  | V  | N  | N  | V  | V  | N  | V  | V  | N  | V  | P  | P  | N  | N  | V  | N  | V  | V  | P  | V  | V  | V  |
| Posizione | 1 | 4 | 8 | 8 | 4 | 7 | 11 | 13 | 10 | 11 | 13 | 16 | 11 | 14 | 14 | 11 | 9  | 9  | 9  | 7  | 8  | 7  | 7  | 8  | 10 | 10 | 10 | 10 | 8  | 7  | 7  | 7  | 6  | 6  |

Legenda:

Luogo: C = Casa; T = Trasferta. Risultato: V = Vittoria; N = Pareggio; P = Sconfitta.

### Statistiche dei giocatori
| Giocatore       | Bundesliga | Bundesliga | Bundesliga  | Bundesliga | Coppa di Germania | Coppa di Germania | Coppa di Germania | Coppa di Germania | Totale   | Totale | Totale      | Totale     |
| Giocatore       | Presenze   | Reti       | Ammonizioni | Espulsioni | Presenze          | Reti              | Ammonizioni       | Espulsioni        | Presenze | Reti   | Ammonizioni | Espulsioni |
| --------------- | ---------- | ---------- | ----------- | ---------- | ----------------- | ----------------- | ----------------- | ----------------- | -------- | ------ | ----------- | ---------- |
| Z. Baya         | 28         | 5          | 6           | 0          | 4                 | 0                 | 0                 | 0                 | 32       | 5      | 6           | 0          |
| M. Borrozzino   | 0          | 0          | 0           | 0          | 0                 | 0                 | 0                 | 0                 | 0        | 0      | 0           | 0          |
| F. Bruns        | 3          | 0          | 0           | 0          | 2                 | 0                 | 0                 | 0                 | 5        | 0      | 0           | 0          |
| V. But          | 24         | 4          | 4           | 0          | 3                 | 0                 | 0                 | 0                 | 27       | 4      | 4           | 0          |
| S. Coulibaly    | 28         | 2          | 7           | 0          | 4                 | 0                 | 0                 | 0                 | 32       | 2      | 7           | 0          |
| B. Diarra       | 34         | 1          | 3           | 0          | 3                 | 0                 | 3                 | 0                 | 37       | 1      | 6           | 0          |
| R. Dorn         | 15         | 4          | 2           | 0          | 4                 | 1                 | 0                 | 0                 | 19       | 5      | 2           | 0          |
| B. Dreyer       | 3          | 1          | 1           | 0          | 0                 | 0                 | 0                 | 0                 | 3        | 1      | 1           | 0          |
| R. Golz         | 34         | 0          | 1           | 0          | 4                 | 0                 | 0                 | 0                 | 38       | 0      | 1           | 0          |
| L. Hermel       | 8          | 0          | 1           | 0          | 1                 | 0                 | 0                 | 0                 | 9        | 0      | 1           | 0          |
| A. Iashvili     | 26         | 4          | 1           | 0          | 3                 | 2                 | 0                 | 0                 | 29       | 6      | 1           | 0          |
| S. Kehl         | 25         | 2          | 8           | 1          | 2                 | 2                 | 0                 | 0                 | 27       | 4      | 8           | 1          |
| G. Kiknadze     | 0          | 0          | 0           | 0          | 0                 | 0                 | 0                 | 0                 | 0        | 0      | 0           | 0          |
| L. K'obiashvili | 31         | 7          | 7           | 0          | 4                 | 2                 | 0                 | 0                 | 35       | 9      | 7           | 0          |
| R. Kohl         | 6          | 0          | 1           | 0          | 0                 | 0                 | 0                 | 0                 | 6        | 0      | 1           | 0          |
| O. Kondé        | 15         | 1          | 5           | 1          | 3                 | 0                 | 1                 | 0                 | 18       | 1      | 6           | 1          |
| S. Müller       | 13         | 1          | 1           | 0          | 1                 | 0                 | 0                 | 0                 | 14       | 1      | 1           | 0          |
| A. Ramdane      | 26         | 3          | 7           | 0          | 2                 | 0                 | 0                 | 0                 | 28       | 3      | 7           | 0          |
| T. Reus         | 0          | 0          | 0           | 0          | 0                 | 0                 | 0                 | 0                 | 0        | 0      | 0           | 0          |
| M. Schoppel     | 0          | 0          | 0           | 0          | 0                 | 0                 | 0                 | 0                 | 0        | 0      | 0           | 0          |
| D. Schumann     | 21         | 1          | 3           | 0          | 2                 | 0                 | 0                 | 0                 | 23       | 1      | 3           | 0          |
| A. Sellimi      | 26         | 10         | 2           | 0          | 3                 | 1                 | 1                 | 0                 | 29       | 11     | 3           | 0          |
| I. Tanko        | 5          | 1          | 0           | 0          | 0                 | 0                 | 0                 | 0                 | 5        | 1      | 0           | 0          |
| L. Tskitishvili | 20         | 0          | 2           | 0          | 2                 | 0                 | 0                 | 0                 | 22       | 0      | 2           | 0          |
| M. Weißhaupt    | 21         | 1          | 2           | 0          | 2                 | 0                 | 0                 | 0                 | 23       | 1      | 2           | 0          |
| T. Willi        | 25         | 0          | 6           | 0          | 2                 | 0                 | 0                 | 0                 | 27       | 0      | 6           | 0          |
| F. Zandi        | 7          | 0          | 0           | 0          | 2                 | 0                 | 0                 | 0                 | 9        | 0      | 0           | 0          |
| A. Zeyer        | 30         | 4          | 5           | 1          | 3                 | 0                 | 1                 | 0                 | 33       | 4      | 6           | 1          |